# Griffin Dunne
Thomas Griffin Dunne (nascut el 8 de juny de 1955) és un actor, productor de cinema i director de cinema estatunidenc. Dunne va estudiar interpretació a la The Neighborhood Playhouse School of the Theatre a la ciutat de Nova York. És conegut per interpretar a Jack Goodman a Un home llop americà a Londres (1981) i Paul Hackett a Quina nit! (1985), per la qual va ser nominat al Globus d'Or al millor actor musical o còmic.

## Primers anys
Thomas Griffin Dunne va néixer a la ciutat de Nova York, fill d'Ellen Beatriz (de soltera Griffin) i Dominick Dunne. Com a fill gran, Dunne té ascendència irlandesa i mexicana, el seu pare va néixer i es va criar en una família de catòlics irlandesos amb el seu avi matern irlandès-americà i la seva àvia materna mexicana que era de Sonora, Mèxic. És el germà gran de Alexander i Dominique Dunne. La seva mare va fundar l'organització de drets de les víctimes Justice for Homicide Victims després de l'assassinat de Dominique el 1982. El seu pare era productor, escriptor i actor. També és nebot dels escriptors John Gregory Dunne i Joan Didion. Criat a Los Angeles, Dunne va assistir a la Fay School a Southborough, Massachusetts i després va anar a l'escola Fountain Valley a Colorado Springs, Colorado on va desenvolupar un interès per la interpretació, apareixent en moltes obres de teatre escolar. Tenia previst actuar en una producció escolar de Otel·lo quan la vigília d'una actuació, un professor el va trobar fumant marihuana. Dunne va ser expulsat immediatament i poc després es va traslladar a Nova York per perseguir els seus interessos com a actor. Va estudiar actuació a la Neighborhood Playhouse School of the Theatre amb Sanford Meisner.

## Carrera

### Actor
Dunne va començar la seva carrera professional com a actor als 19 anys amb un petit paper secundari a The Other Side of the Mountain el 1975. Des de llavors ha aparegut tant al cinema com a la televisió, protagonitzant Un home llop americà a Londres (1981) com a Jack Goodman, Johnny perillosament (1984) com a Tommy Kelly, Quina nit! (1985) com Paul Hackett, Qui és aquesta noia? (1987) com a Loudon Trott al costat de Madonna, La meva noia  (1991) com a Jake Bixler, Quiz Show (1994) com a executiu de comptes de Geritol, Aquest cop, sí (2005) com Elliott Litvak , i Like It Like That (1994) com a Stephen Price. Dunne també va interpretar el Dr. Vass, al costat de Matthew McConaughey, a la pel·lícula nominada a l'Oscar del 2013 Dallas Buyers Club'.
Les aparicions televisives de Dunne inclouen Frasier (episodi pilot "The Good Son" com a trucant Russell, i a l'episodi 11 de la temporada 3 "The Friend" com a Bob), Saturday Night Live, Alias, i Law & Order: Criminal Intent (Episodis 5, 118, i 128). Va interpretar Tony Mink a la comèdia Trust Me a TNT. El 2012, Dunne va actuar com a assessor de gestió Marco Pelios en set episodis de la temporada d'estrena de la sèrie de televisió Showtime House of Lies.
El 2018 es va unir al repartiment de This Is Us on va interpretar Nicky Pearson, el germà de Jack Pearson fins que la sèrie va concloure el 2022.

### Producció
La primera experiència de Dunne com a productor va ser l'exitosa pel·lícula de 1982 Chilly Scenes of Winter, una adaptació de la novel·la homònima de 1976 d'Ann Beattie. Dunne i els seus coproductors, Amy Robinson i Mark Metcalf, havia format la seva companyia de producció, Triple Play Productions, a finals de la dècada de 1970 i va optar el llibre de Beattie després d'acceptar la seva estipulació de donar-li un paper. La pel·lícula va tenir una durada curta menys reeixida als cinemes quan es va estrenar tres anys abans amb un final "feliç" i un títol alternatiu, per insistència del distribuïdor, United Artists. El trio va perseverar perquè la pel·lícula es tornés a estrenar amb un final més realista i el mateix títol que el llibre, que va tenir més èxit. Dunne va tenir un petit paper en la pel·lícula, com Mark, un jove metge. Després que Mark Metcalf deixés l'empresa, Dunne i Robinson van continuar com a socis productors. La seva companyia, ara anomenada Double Play Productions, va produir diverses pel·lícules, com ara Baby It's You, Quina nit!, Running on Empty i Aquest cop, sí. El 1986, la companyia havia signat un acord amb Metro-Goldwyn-Mayer per a un acord de producció de dos anys.

### Direcció
El debut com a director de Dunne va ser el curtmetratge de 1995 Duke of Groove. Per això, Dunne va rebre una nominació a un Oscar al millor curtmetratge, juntament amb el productor Thom Colwell.
Des d'aleshores, ha dirigit cinc llargmetratges, com Addicted to Love (1997) i Pràcticament màgia (1998). També va dirigir un segment de la pel·lícula d'antologia del 2012 Movie 43. Dunne va produir i dirigir Joan Didion: The Center Will Not Hold (2017), un documental sobre la seva tia, l'autora Joan Didion, amb qui Dunne entrevista i apareix a la pantalla.

## Vida personal
Dunne va estar casat amb l'actriu nord-americana Carey Lowell de 1989 a 1995. Van tenir una filla junts, l'actriu Hannah Dunne.
Es va casar amb Anna Bingemann, una estilista australiana, el juliol de 2009.

## Filmografia

### Cinema
| Any  | Títol                                 | Acreditat com | Acreditat com | Acreditat com | Acreditat com               | Acreditat com              |
| Any  | Títol                                 | Director      | Productor     | Actor         | Role                        | Notes                      |
| ---- | ------------------------------------- | ------------- | ------------- | ------------- | --------------------------- | -------------------------- |
| 1975 | The Other Side of the Mountain        |               |               | Sí            | Herbie Johnson              |                            |
| 1979 | Chilly Scenes of Winter               |               | Sí            | Sí            | Dr. Mark                    |                            |
| 1981 | Un home llop americà a Londres        |               |               | Sí            | Jack Goodman                |                            |
| 1981 | The Fan                               |               |               | Sí            | Assistent de producció      |                            |
| 1983 | Baby It's You                         |               | Sí            |               |                             |                            |
| 1983 | Cold Feet                             |               |               | Sí            | Tom Christo                 |                            |
| 1984 | Johnny perillosament                  |               |               | Sí            | Tommy Kelly                 |                            |
| 1985 | Quina nit!                            |               | Sí            | Sí            | Paul Hackett                |                            |
| 1985 | Almost You                            |               |               | Sí            | Alex Boyer                  |                            |
| 1987 | Amazon Women on the Moon              |               |               | Sí            | Doctor                      | Segment: "Hospital"        |
| 1987 | Qui és aquesta noia?                  |               |               | Sí            | Loudon Trott                |                            |
| 1988 | El gran blau                          |               |               | Sí            | Duffy                       |                            |
| 1988 | Me and Him                            |               |               | Sí            | Bert                        |                            |
| 1988 | Running on Empty                      |               | Sí            |               |                             |                            |
| 1990 | White Palace                          |               | Sí            |               |                             |                            |
| 1991 | La meva noia                          |               |               | Sí            | Mr. Jake Bixler             |                            |
| 1991 | Once Around                           |               | Sí            | Sí            | Rob                         |                            |
| 1992 | Big Girls Don't Cry... They Get Even  |               |               | Sí            | David                       |                            |
| 1992 | Straight Talk                         |               |               | Sí            | Alan Riegert                |                            |
| 1993 | Despullat a Nova York                 |               |               | Sí            | Auditioner                  |                            |
| 1993 | El cogombre                           |               |               | Sí            | Planet Cleveland Man        | Sense acreditar            |
| 1994 | I Like It Like That                   |               |               | Sí            | Stephen Price               |                            |
| 1994 | Quiz Show                             |               |               | Sí            | Geritol Account Executive   |                            |
| 1995 | Search and Destroy                    |               |               | Sí            | Martin Mirkheim             |                            |
| 1996 | Duke of Groove                        | Sí            |               |               |                             | Curtmetratge               |
| 1996 | Joe's Apartment                       |               | Sí            |               |                             |                            |
| 1997 | Addicted to Love                      | Sí            |               |               |                             |                            |
| 1998 | Pràcticament màgia                    | Sí            |               |               |                             |                            |
| 2000 | Lisa Picard Is Famous                 | Sí            |               | Sí            | Andrew                      |                            |
| 2001 | Piñero                                |               |               | Sí            | Agent                       |                            |
| 2001 | Sam the Man                           |               |               | Sí            | Man in Bathroom             |                            |
| 2002 | 40 Days and 40 Nights                 |               |               | Sí            | Jerry Anderson              |                            |
| 2002 | Cheats                                |               |               | Sí            | Mr. Davis                   |                            |
| 2003 | Stuck on You                          |               |               | Sí            | Himself                     |                            |
| 2005 | Gent poc corrent                      | Sí            | Sí            |               |                             |                            |
| 2005 | Aquest cop, sí                        |               | Sí            | Sí            | Elliott Litvak              |                            |
| 2006 | Bondage                               |               |               | Sí            | Dr. Simon                   |                            |
| 2006 | Your Product Here                     | Sí            |               |               |                             | Curtmetratge               |
| 2007 | Snow angels                           |               |               | Sí            | Don Parkinson               |                            |
| 2008 | Marit per sorpresa                    | Sí            |               |               |                             |                            |
| 2008 | The Great Buck Howard                 |               |               | Sí            | Jonathan Finerman           |                            |
| 2009 | Shrink                                |               |               | Sí            |                             | Uncredited                 |
| 2010 | Last Night                            |               |               | Sí            | Truman                      |                            |
| 2012 | The Discoverers                       |               |               | Sí            | Lewis Birch                 |                            |
| 2013 | Broken City                           |               |               | Sí            | Sam Lancaster               |                            |
| 2013 | Llaços de sang                        |               |               | Sí            | McNally                     |                            |
| 2013 | Movie 43                              | Sí            |               |               |                             | Segment: "Veronica"        |
| 2013 | Dallas Buyers Club                    |               |               | Sí            | Dr. Vass                    |                            |
| 2014 | Rob the Mob                           |               |               | Sí            | Dave Lovell                 |                            |
| 2014 | Fugly!                                |               |               | Sí            | Jefferey                    |                            |
| 2015 | Touched with Fire                     |               |               | Sí            | George                      |                            |
| 2015 | Tumbledown                            |               |               | Sí            | Upton                       |                            |
| 2015 | Consumits                             |               |               | Sí            | Peter                       |                            |
| 2016 | My Dead Boyfriend                     |               |               | Sí            | Joey Lucas / Nick McCrawley |                            |
| 2017 | War Machine                           |               |               | Sí            | Ray Canucci                 |                            |
| 2017 | Joan Didion: The Center Will Not Hold | Sí            | Sí            |               |                             |                            |
| 2018 | Ocean's 8                             |               |               | Sí            | Oficial de la condicional   |                            |
| 2018 | Alright Now                           |               |               | Sí            | Pare de Joanne              |                            |
| 2019 | Bittersweet Symphony                  |               |               | Sí            | Griffin                     |                            |
| 2021 | With/In: Volume 2                     | Sí            |               | Sí            |                             | Segment: "One Night Stand" |
| 2021 | The French Dispatch                   |               |               | Sí            | Assessor legal              |                            |
| 2023 | Ex-Husbands                           |               | Executiu      | Sí            | Peter Pearce                |                            |

### Televisió
| Any     | Títol                             | Paper                        | Notes                                                    |
| ------- | --------------------------------- | ---------------------------- | -------------------------------------------------------- |
| 1986    | Amazing Stories                   | Dick                         | Episodi: "Secret Cinema"                                 |
| 1986    | Alfred Hitchcock Presents         | Knoll                        | Episodi: "The Jar"                                       |
| 1986    | Saturday Night Live               | Frankie Toussaint            | Episodi: "William Shatner/Lone Justice"; sense acreditar |
| 1989    | Trying Times                      | David                        | Episodi: "Hunger Chic"                                   |
| 1990    | Secret Weapon                     | Mordechai Vanunu             | Television film                                          |
| 1992    | Screenplay                        | Michael Tyne                 | Episodi: "Buying a Landslide"                            |
| 1993    | Hotel Room                        | Robert                       | Episodi: "Getting Rid of Robert"                         |
| 1993    | L.A. Law                          | Gerard Samuels               | Episodi: "F.O.B."                                        |
| 1993    | Frasier                           | Russell (veu)                | Episodi: "The Good Son"                                  |
| 1995    | The Android Affair                | Teach / William              | Television film                                          |
| 1996    | Frasier                           | Bob Reynolds                 | Episodi: "The Friend"                                    |
| 2001    | Blonde                            | El guionista                 | 2 Episodis                                               |
| 2001–07 | Law & Order: Criminal Intent      | Henry Talbott                | Episodi: "Jones"                                         |
| 2002    | Warning: Parental Advisory        | Frank Zappa                  | Television film                                          |
| 2002    | A Nero Wolfe Mystery              | Nicolas Losseff              | 2 Episodis                                               |
| 2002    | What Leonard Comes Home To        | Leonard                      | Television short                                         |
| 2004    | Alias                             | Leonid Lisenker              | 2 Episodis                                               |
| 2006    | 3 lbs                             | Dr. Jerry Cole               | 2 Episodis                                               |
| 2006–07 | Law & Order: Criminal Intent      | Seamus Flaherty              | 2 Episodis                                               |
| 2009    | Trust Me                          | Tony Mink                    | 13 Episodis                                              |
| 2009    | Leverage                          | Marcus Starke                | Episodi: "The Two Live Crew Job"                         |
| 2010    | How to Make It in America         | Fresconi                     | Episodi: "Crisp"                                         |
| 2010    | White Collar                      | Wesley Kent                  | Episodi: "Company Man"                                   |
| 2010    | The Good Wife                     | Jutge Jared Quinn            | Episodi: "Cleaning House"; també director                |
| 2011    | Damages                           | Dean Gullickson              | 3 Episodis                                               |
| 2012–14 | House of Lies                     | Marco Pelios                 | 8 Episodis                                               |
| 2013    | Girls                             | Thomas – Pare de John        | Episodi: "It's a Shame About Ray"                        |
| 2013    | The League                        | Burt                         | Episodi: "The Von Nowzick Wedding"                       |
| 2014    | Red Band Society                  | Ruben Garcia                 | 3 Episodis; also director                                |
| 2015    | Manhattan                         | Woodrow Lorentzen            | 4 Episodis                                               |
| 2015–16 | Sex & Drugs & Rock & Roll         | Music Therapist              | 2 Episodis                                               |
| 2016    | Law & Order: Special Victims Unit | Benno Gilbert                | Episodi: "Fashionable Crimes"                            |
| 2016–17 | I Love Dick                       | Sylvère                      | 8 Episodis                                               |
| 2018    | Imposters                         | Herman                       | 2 Episodis                                               |
| 2018    | Succession                        | Dr. Alon Parfit              | Episodi: "Austerlitz"                                    |
| 2018    | The Romanoffs                     | Frank Shefflied              | Episodi: "Panorama"                                      |
| 2018–22 | This Is Us                        | Nicky Pearson                | 29 Episodis                                              |
| 2019    | Better Things                     | Durham                       | Episodi: "The Unknown"                                   |
| 2019–21 | Goliath                           | Gene Bennett                 | 7 Episodis                                               |
| 2021    | Search Party                      | Richard Wreck                | 2 Episodis                                               |
| 2021    | The L Word: Generation Q          | Isaac Zakarian               | 2 Episodis                                               |
| TBA     | The Girls on the Bus              | Bruce Turner                 | Recurring role, upcoming series                          |
| 2023    | Billions                          | George Pike IV a.k.a. Fourth | Convidat                                                 |

## Premis i nominacions
| Any  | Títol                 | Associació                                | Categoria                                                             | Result    | Ref    |
| ---- | --------------------- | ----------------------------------------- | --------------------------------------------------------------------- | --------- | ------ |
| 1986 | Quina nit!            | Premis Globus d'Or                        | Millor actor musical o còmic                                          | Nominat   | [ 14 ] |
| 1986 | Quina nit!            | Premis Independent Spirit                 | Millor pel·lícula (compartit amb Robert F. Colesberry & Amy Robinson) | Guanyador | [ 14 ] |
| 1994 | Love Matters          | CableACE Award                            | Actoren pel·lícula o minisèrie                                        | Nominat   | [ 14 ] |
| 1996 | Duke of Groove        | Premis Oscar                              | Millor curtmetratge (compartit amb Thom Colwell)                      | Nominat   | [ 14 ] |
| 1996 | Frasier               | Premis Primetime Emmy                     | millor actor convidat en comèdia                                      | Nominat   | [ 14 ] |
| 2000 | Lisa Picard Is Famous | Festival Internacional de Cinema de Canes | Premi Un Certain Regard                                               | Nominat   | [ 14 ] |
| 2000 | N/D                   | Deep Ellum Film Festival                  | Pioneer Filmmaker Award                                               | Guanyador | [ 14 ] |
| 2013 | The Discoverers       | Festival de Cinema de Sarasota            | Assoliment en actuació                                                | Guanyador | [ 14 ] |
| 2013 | The Discoverers       | Festival de Cinema de Sedona              | Millor actor                                                          | Guanyador | [ 14 ] |
| 2014 | Movie 43              | Premi Golden Raspberry                    | Pitjor director                                                       | Guanyador | [ 14 ] |